# Love Stage!!
Love Stage!! (ラブ ステージ?, Rabu Sutēji) è un manga di genere yaoi scritto da Eiki Eiki e disegnato da Taishi Zaō, che ha iniziato la serializzazione sull'Asuka Ciel della Kadokawa Shoten a partire dal numero di luglio 2010. Una serie di light novel spin-off, intitolata Back Stage!!, ha avuto inizio nel maggio 2011. Un adattamento anime, prodotto dalla J.C.Staff, è stato trasmesso in Giappone tra il 9 luglio e il 10 settembre 2014.

## Trama
Con un padre cantante, una madre attrice e un fratello maggiore leader di una famosa boy band, Izumi Sena sembra essere la pecora nera della famiglia, l'unico senza talento artistico. Izumi si è da poco iscritto all'università, adora Magical Girl Lala-Lulu e il suo sogno è quello di diventare un famoso mangaka.
Tutta la sua famiglia è nel mondo dello spettacolo e crede che anch'egli debba perseguire la stessa carriera, ma il ragazzo scopre di non aver alcun interesse ad arrischiarsi in quel mondo. Tuttavia dieci anni prima, a causa della mancanza della protagonista, era stato presente sul set di uno spot nuziale; in quel caso Izumi assunse il ruolo di una ragazzina che aveva il compito di afferrare il bouquet da sposa e la cui co-star era Ryōma Ichijo da bambino.
Ora, la società che sta dietro l'agenzia pubblicitaria desidera ricrearne una nuova versione con gli stessi due ragazzi, il che significa che Izumi deve indossare un abito da sposa pur essendo oramai egli cresciuto. La sua vita cambierà quando gli verrà proposto di recitare nello spot, sequel di quello che fece per caso da bambino, con il famoso attore-idol del momento Ryōma Ichijō.
Il bel Ryōma s'innamora di Izumi e anche dopo aver scoperto il fatto che non è una ragazza come aveva in un primo momento pensato i suoi sentimenti per lui non diminuiscono.

## Personaggi

I protagonisti Ryōma e Izumi

Izumi Sena (瀬名 泉水?, Sena Izumi)
Doppiato da: Tsubasa Yonaga
Il protagonista della storia, uno studente universitario di diciotto anni. Il suo sogno è quello di diventare un famoso mangaka (passione che gli ha trasmesso Saotome-sensei, autore del suo manga preferito, Lala-Lulu), cosa su cui i suoi familiari non vanno d'accordo, poiché vorrebbero che intraprendesse la "porta del mondo dello spettacolo", alla fine decide di accettare di entrare nel mondo dello spettacolo, anche se non sapendo ancora in quale campo lavorare. All'inizio si mostra davvero diffidente nei confronti di Ryōma, ma dopo qualche tempo si trova a ricambiare i sentimenti del ragazzo.
Ryōma Ichijō (?, 一条 龍馬, Ichijō Ryōma)
Doppiato da: Takuya Eguchi
Famoso attore che, con Izumi, dieci anni prima fece una pubblicità, la "Happy Wedding". Non sapendo che Izumi fosse un maschio, se ne innamorò, e dieci anni dopo, durante le riprese del sequel della pubblicità lo bacia. Inizialmente è disgustato dai sentimenti che prova per Izumi una volta scoperto la sua vera identità, ma col tempo li accetta e fa di tutto per conquistarlo. Non ha un buon rapporto con il fratello di Izumi, perché in passato quando cercava di essere più famoso, Shogo era sempre a un passo in più di lui, è gli rubava sempre il centro dell'attenzione.
Rei Sagara (相楽 玲?, Sagara Rei)
Doppiato da: Daisuke Hirakawa
Manager dei Sena. Per Izumi è come una seconda madre dato che si preoccupa molto per lui.
Come si può intendere nel corso della serie, ha una relazione con Shōgo. La cosa è specificata in "Back Stage", spin-off di "Love Stage" che approfondisce proprio il loro rapporto.
Shōgo Sena (瀬名 聖湖?, Sena Shōgo)
Doppiato da: Daigo
È il cantante della famosa band di nome "Crusherz" e il fratello maggiore di Izumi e spesso lo considera carino, infatti lo vizia sempre facendogli dei regali è anche nell'esaudire ogni sua richiesta. Spesso termina le sue frasi con "Wish". Sta palesemente con Rei, che nella coppia è l'attivo, come si intende durante la serie.

## Media

### Manga
Love Stage!! è stato scritto da Eiki Eiki ed illustrato da Taishi Zaō. È stato serializzato dal numero di luglio 2010 della rivista Asuka Ciel edita da Kadokawa Shoten fino al settembre 2016. Il primo volume tankōbon è stato pubblicato il 27 maggio 2011, mentre l'ultimo il 1º novembre 2016.
In Italia la serie è stata pubblicata da Edizioni BD sotto l'etichetta J-Pop dall'11 marzo 2020 al 7 aprile 2021.
| 1 | 27 maggio 2011          | ISBN 978-4-04-854636-2                                                      | 11 marzo 2020    | ISBN 978-88-349-0214-1 |
| 1 | Capitoli - act. 1-5.5   |                                                                             |                  |                        |
| 2 | 30 maggio 2012          | ISBN 978-4-04-120265-4                                                      | 10 giugno 2020   | ISBN 978-88-349-0283-7 |
| 2 | Capitoli - act. 6-10.8  |                                                                             |                  |                        |
| 3 | 30 maggio 2013          | ISBN 978-4-04-120723-9                                                      | 19 agosto 2020   | ISBN 978-88-349-0345-2 |
| 3 | Capitoli - act. 11-15.5 |                                                                             |                  |                        |
| 4 | 31 maggio 2014          | ISBN 978-4-04-121134-2                                                      | 21 ottobre 2020  | ISBN 978-88-349-1496-0 |
| 4 | Capitoli - act. 16-19.5 |                                                                             |                  |                        |
| 5 | 22 novembre 2014        | ISBN 978-4-04-101729-6 (ed. regolare) ISBN 978-4-04-101730-2 (ed. limitata) | 16 dicembre 2020 | ISBN 978-88-349-0415-2 |
| 5 | Capitoli - act. 20-24.5 |                                                                             |                  |                        |
| 6 | 1º ottobre 2015         | ISBN 978-4-04-103322-7 (ed. regolare) ISBN 978-4-04-103323-4 (ed. limitata) | 17 febbraio 2021 | ISBN 978-88-349-0490-9 |
| 6 | Capitoli - act. 25-28.5 |                                                                             |                  |                        |
| 7 | 1º novembre 2016        | ISBN 978-4-04-104889-4                                                      | 7 aprile 2021    | ISBN 978-88-349-0593-7 |
| 7 | Capitoli - act. 29-33.5 |                                                                             |                  |                        |

### Light novel
Il primo volume della light novel spin-off intitolata Back Stage!!, scritta da Eiki Eiki e Kazuki Amano ed illustrata da Taishi Zaō, è stata pubblicata da Kadokawa Shoten sotto l'etichetta Kadokawa Ruby Bunko per un totale di tre numeri usciti tra il 31 maggio 2011 ed il 1º giugno 2013.
| Nº | Data di prima pubblicazione | Data di prima pubblicazione | Data di prima pubblicazione |
| Nº | Giapponese                  | Giapponese                  |                             |
| -- | --------------------------- | --------------------------- | --------------------------- |
| 1  | 31 maggio 2011              | ISBN 978-4-04-449423-0      |                             |
| 2  | 28 dicembre 2011            | ISBN 978-4-04-100150-9      |                             |
| 3  | 1º giugno 2013              | ISBN 978-4-04-100866-9      |                             |

### Anime
Un adattamento anime fu annunciato da Kadokawa nel novembre 2013 all'Animate Girls Festival. La serie è stata diretta da Ken'ichi Kasai e prodotta dallo studio d'animazione J.C.Staff e trasmessa dal 9 luglio al 10 settembre 2014 su Tokyo MX. La sceneggiatura è stata curata da Michiko Yokote mentre il character design è stato affidato a Yōko Itō. Crunchyroll ha acquistato i diritti internazionali per la distribuzione in Nord America, Europa, America Latina ed Africa. Gli episodi furono successivamente raccolti in cinque DVD e Blu-ray Disc usciti tra il 26 settembre 2014 ed il 24 gennaio 2015. La sigla d'apertura è intitolata LΦvest ed è cantata dal gruppo Screen Mode mentre quella di chiusura è CLICK YOUR HEART!! di Kazutomi Yamamoto.
| Nº  | Titolo italiano (traduzione letterale) Giapponese 「Kanji」 - Rōmaji                     | In onda           | In onda |
| Nº  | Titolo italiano (traduzione letterale) Giapponese 「Kanji」 - Rōmaji                     | Giapponese        |         |
| 1   | La porta per i miei sogni 「ユメヘノトビラ」 - Yume no tobira                            | 9 luglio 2014     |         |
| 2   | Perché sono stato in grado di incontrarti 「キミニアエタカラ」 - Kimi ni aetakara        | 16 luglio 2014    |         |
| 3   | Se solo fosse stato tutto un sogno 「ユメナラヨカッタノニ」 - Yume nara yokatta no ni    | 23 luglio 2014    |         |
| 4   | Ma mi piaci 「デモスキナンダ」 - Demo suki nanda                                         | 30 luglio 2014    |         |
| 5   | Solo un po' 「チョットダケナラ」 - Chotto dake nara                                      | 6 agosto 2014     |         |
| 6   | Che tipo di test è quello? 「ナンノシレンデスカ」 - Nan no shiren desu ka                | 13 agosto 2014    |         |
| 7   | Questo potrebbe essere... 「コレッテモシカシテ」 - Korette moshikashite                  | 20 agosto 2014    |         |
| 8   | Love-Stage: Stile maschile 「Φ(ラブ)-STAGE 男達の流儀」 - Rabu-Stēji otokotachi no ryūgi | 27 agosto 2014    |         |
| 9   | In che modo è giusto? 「ドッチガタダシイノ」 - Docchi ga tadashii no                     | 3 settembre 2014  |         |
| 10  | L'amore non è abbastanza 「スキジャタリナイ」 - Suki ja tarinai                          | 10 settembre 2014 |         |
| OAV | Non era solo "un po'" 「チョットジャナクッテ」 - Chotto ja nakutte                       | 22 novembre 2014  |         |